# Yuma Nagai
Pour les articles homonymes, voir Nagai (homonymie).
Yuma Nagai est un joueur de hockey sur gazon japonais évoluant au poste de milieu de terrain au Gifu Ashai Club et avec l'équipe nationale japonaise.

## Biographie
Yuma est né le 18 mars 1996 dans la préfecture de Gifu.

## Carrière
Il a fait partie de équipe nationale en juillet 2021 pour concourir aux Jeux olympiques d'été de 2020 à Tokyo.